# Herminia incerta
Herminia incerta là một loài bướm đêm trong họ Noctuidae.